# 世界三大宗教
世界三大宗教，在中文當中通常指的是基督教、佛教及伊斯蘭教。这三个宗教（包括各自教派）也是目前世界上仅有的三个各自被一部分国家列为国教的宗教，如基督教在欧美的一些国家、伊斯蘭教在中东及北非的一些国家、佛教在東南亞的一些國家分别被列为国教。
截至2020年，世界上宗教信徒人数最多的四个宗教分别为基督教、伊斯兰教、印度教、佛教（人数按照排列顺序递减）。不过印度教常被归类为民族性宗教，因其与出身种族有关，通常只侷限於印度人内部信仰，故为了代表性，取佛教代替印度教作为世界三大宗教之一，但實際上一般人仍可自由皈依印度教。

## 各種教派
- 基督教主要分為三大教派，即天主教、基督新教和東正教，其中東正教與前二者相比信徒較少。
- 伊斯蘭教包括遜尼派和什葉派两大派别，其中遜尼派占多数。
- 佛教有大乘佛教和上座部佛教等教派，其中大乘佛教含顯宗和密宗兩大類，密宗又稱金剛乘，故也有上座部佛教、大乘佛教和金剛乘佛教三分法。亦可依地域分成北傳佛教（漢傳佛教和日本佛教）、南傳佛教和藏傳佛教等。

## 其它說法
另有说法称世界三大宗教为基督教、伊斯蘭教再加上印度教或犹太教。不过后两者常被归类为民族性宗教，而犹太教也被包括在三大宗教中的主要原因爲犹太教、基督教和伊斯蘭教同源，又称为“三大天启教”，信奉獨一創造神，故稱亞伯拉罕一神教。

## 注脚
1. ↑  中国的回、维吾尔、塔塔尔、柯尔克孜、哈萨克、乌孜别克、东乡、撒拉和保安等少数民族1700多万人口中，绝大多数信仰伊斯兰教。